# Konrad Ruthardt
Konrad Ruthardt (Nürtingen, 29 de julho de 1906 — Frankfurt am Main, 24 de abril de 1973) foi um físico alemão.

## Obras
- com Wolfgang Seith Chemische Spektralanalyse, Springer Verlag 1938, 6. Auflage, 1970
- Editor: 100 Jahre Heraeus Hanau, Breidenstein, 1951